# Heilige Maria Middelareskerk
De kerk van Maria Middelares van alle Genaden is een katholieke kerk aan de Rijndijk in Leiden. Het kerkgebouw maakt deel uit van de Parochie Heiligen Petrus en Paulus en staat vooral bekend als de Maria Middelares.
Het kerkgebouw vindt zijn oorsprong in een houten noodkerk die in 1933 gebouwd werd naast het in 1933 gestichte en in 1934 geopende klooster Huize Montfort van de paters Montfortanen aan de Haagse Schouw in, toen nog, de gemeente Voorschoten. De noodkerk fungeerde dus als kloosterkerk.
Eind jaren 40 werd de houten kerk al bouwvallig. Dit maakte dat vanaf 1947 plannen werden gemaakt voor een nieuw te bouwen kerk. De bouw van de huidige kerk startte daarmee in 1948. De kerk werd gebouwd in de stijl van een romaanse vroegchristelijke basiliek met kleine ronde boogramen en een open dakstoel. In de kleine klokkenstoel boven de apsis kreeg de klok uit de noodkerk een plaats. Architect was een parochiaan van de kerk, J.J. Schrama. De kerk werd op 15 augustus 1949 ingewijd door kapelaan van Heusden. Op zondag 4 juni 1950 werd de kerk geconsacreerd door mgr. Huibers, bisschop van Haarlem. 
In 1975 vertrokken de Montfortanen uit het klooster. Enkelen bleven in Voorschoten wonen in Huis Beresteyn. Vanaf 1989 werd het kerkgebouw ook gebruikt door de protestantse Samen Op Weg-kerk. Met een groot gordijn werd het katholieke priesterkoor tijdens de vieringen aan het oog onttrokken tijdens de protestantse eredienst.
Na de sluiting van de Leonarduskerk in Leiden kreeg een deel van het meubilair uit die kerk zijn plaats in de kerk aan de Rijndijk. In 2023 werd de kerk gerestaureerd, heringericht en feestelijk heropend. Mgr. Van den Hende, bisschop van Rotterdam wijdde daarbij op zondag 29 oktober het nieuwe altaar.